# Kasbah

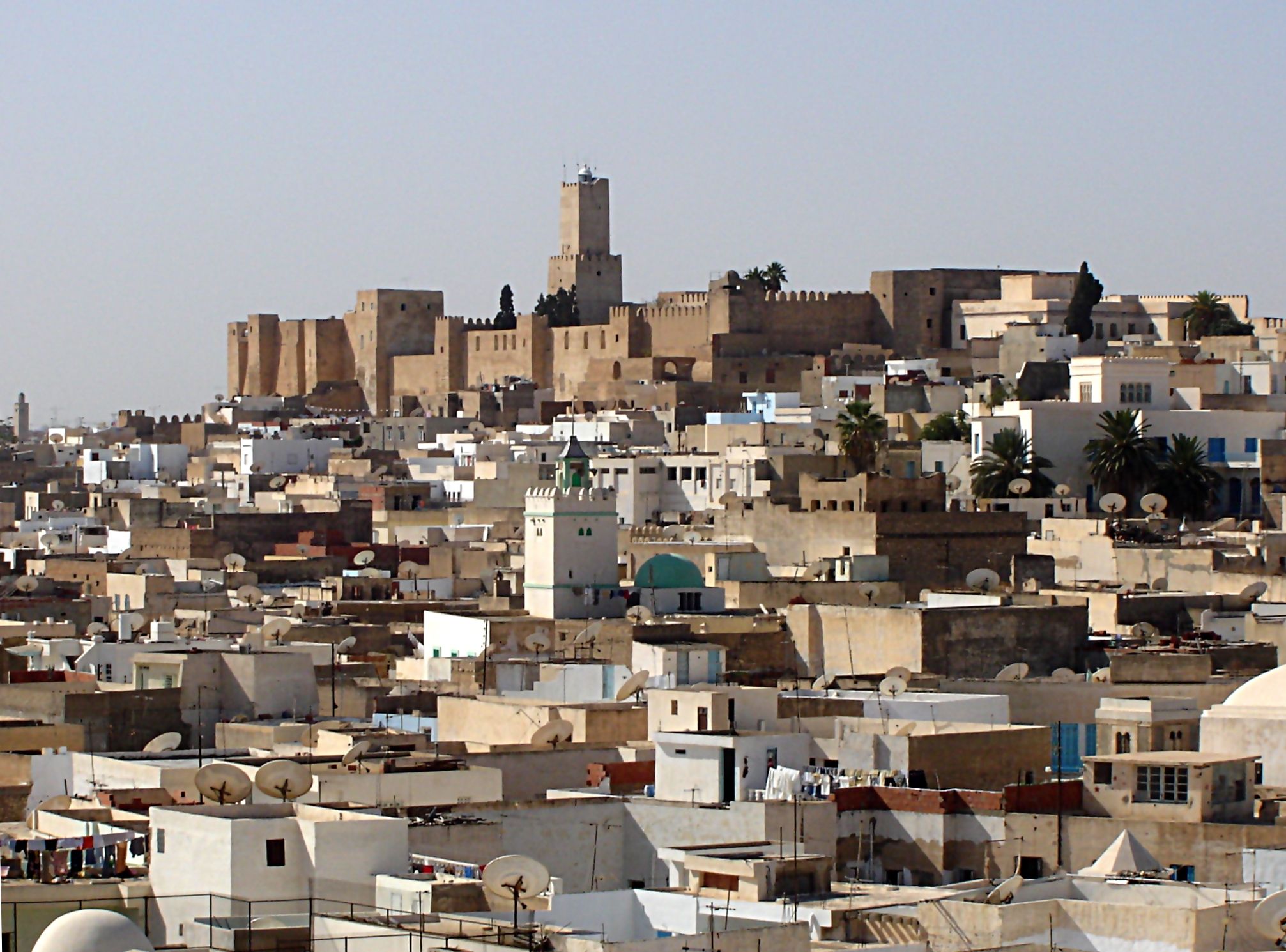
Kasbah von Sousse, Tunesien

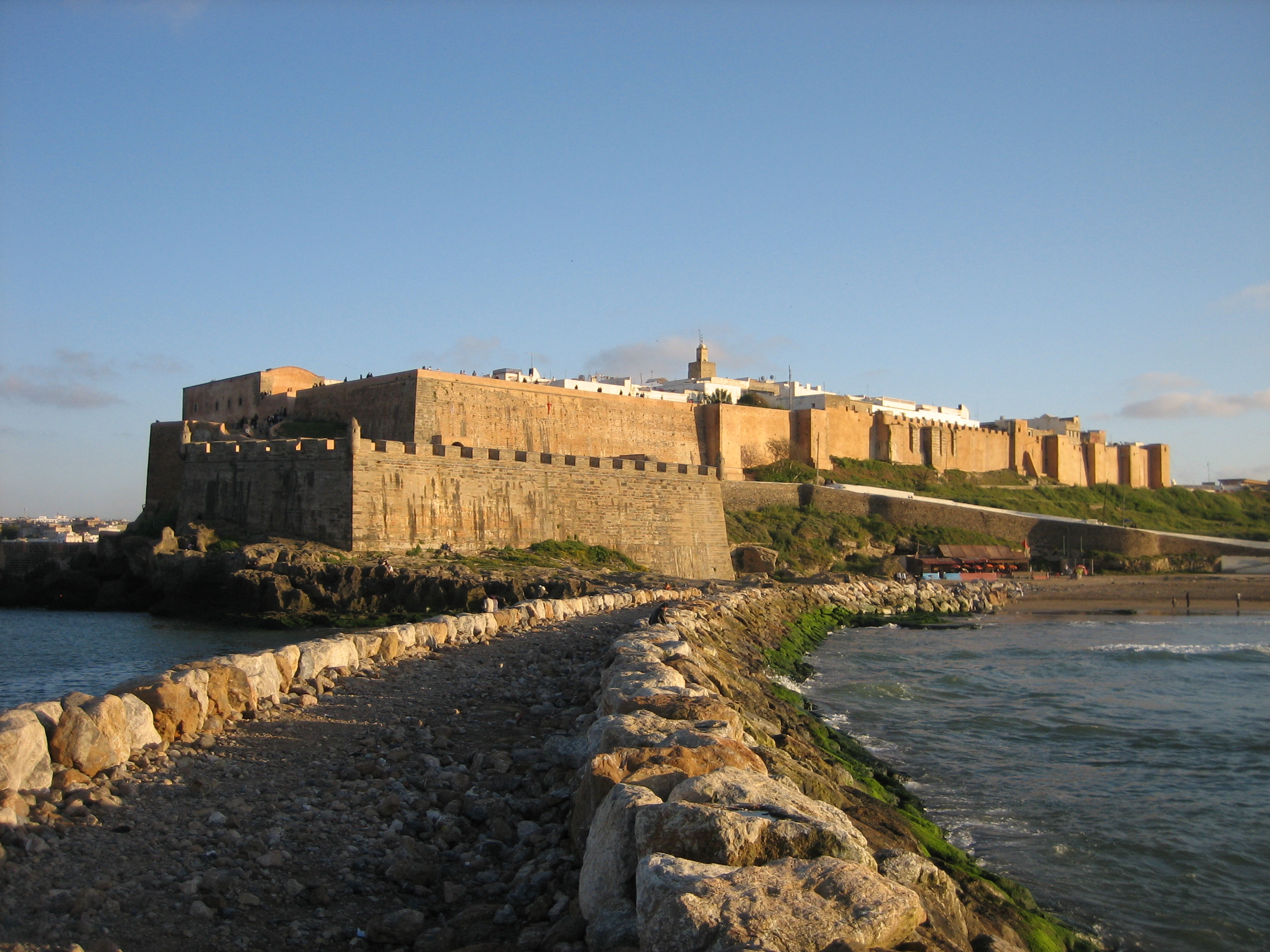
Kasbah des Oudaias, Rabat, Marokko

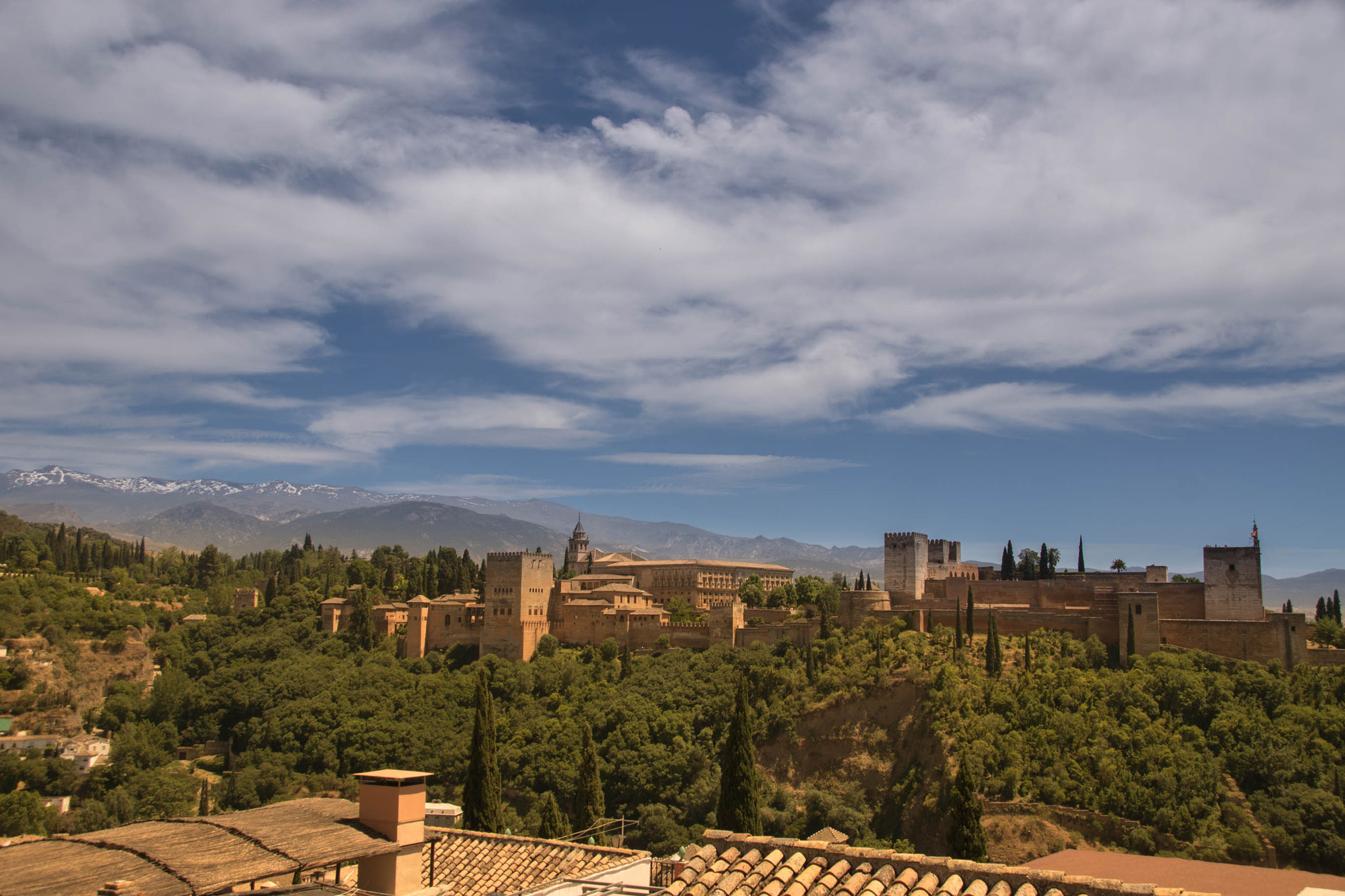
Alhambra bei Granada

Kasbah (arabisch قصبة, DMG qaṣba), auch Kasba, Plural Kasbahs, Kasbas oder Ksabi, ist eine Ableitung aus dem arabischen Verbalstamm قَصَبَ, DMG qaṣaba ‚zerschneiden, zerlegen‘ und bedeutet „die [von der Stadt] Abgeschnittene, abseits Gelegene“, womit eine innerhalb oder außerhalb von Städten gelegene Festung gemeint ist. Diese Bezeichnung ist vor allem in den Maghreb-Staaten üblich. Das ländliche Gegenstück zur Kasbah ist der Ksar, ein befestigtes Dorf (z. B. Aït Benhaddou oder Tizourgane).

## Begriffsvarianten

### Maghreb
In Marokko, Algerien und Tunesien wird eine – oft durch Mauern abgegrenzte und früher von hier stationierten Militäreinheiten bewachte – Burg- oder Festungsanlage oberhalb oder innerhalb der Medina (Altstadt) als Kasbah bezeichnet; oft war dies auch der Aufenthaltsort des Gouverneurs oder aber des Königs bei seinen Aufenthalten in der Stadt (z. B. in Algier, Tunis, Sousse, Tanger, Tetouan, Chefchaouen, Fès, Rabat, Marrakesch u. a.). Außerdem lebten die Familien der höheren Staatsbeamten und Militärs häufig innerhalb des Kasbah-Viertels. In der Nähe der Kasbah lag üblicherweise das jüdische Viertel, die Mellah, denn die Juden standen wegen ihrer Finanzkraft nicht selten unter dem besonderen Schutz des Herrschers.
Darüber hinaus wird in Marokko die Bezeichnung Kasbah auch für Festungsanlagen außerhalb von Städten, vor allem im Atlasgebirge gebraucht (z. B. bei Boulaouane oder Beni Mellal). Diese wurden von den Herrschern (v. a. unter Mulai Ismail) zur Kontrolle der Küsten und des Hinterlandes mit den hier ansässigen und stets unruhigen Berberstämmen errichtet.
Gegen Ende des 19. Jahrhunderts wurde der Begriff Kasbah auch auf die aus Stampflehm errichteten Festungsanlagen der Berberfürsten (Thami El Glaoui u. a.) im Süden Marokkos übertragen (z. B. Telouet, Skoura, Taourirt). Nicht selten wird der Begriff Kasbah auch auf die Wohnburgen (tighremts) der Berber angewandt, doch stand bei diesen Bauten der militärische Aspekt weit im Hintergrund.

### Andalusien
In mehreren Städten Andalusiens gibt es maurische Festungen, die den Namen Alcazaba tragen, zum Beispiel die von Almería, Málaga und Antequera; auch Ronda hatte eine Alcazaba. Dies geht auf das arabische al-qasba zurück. Auch die Alhambra von Granada ist eine Kasbah. Vielerorts wird zur Bezeichnung einer „Festung“ auch das arabische Wort hisn verwandt.

## Bilder

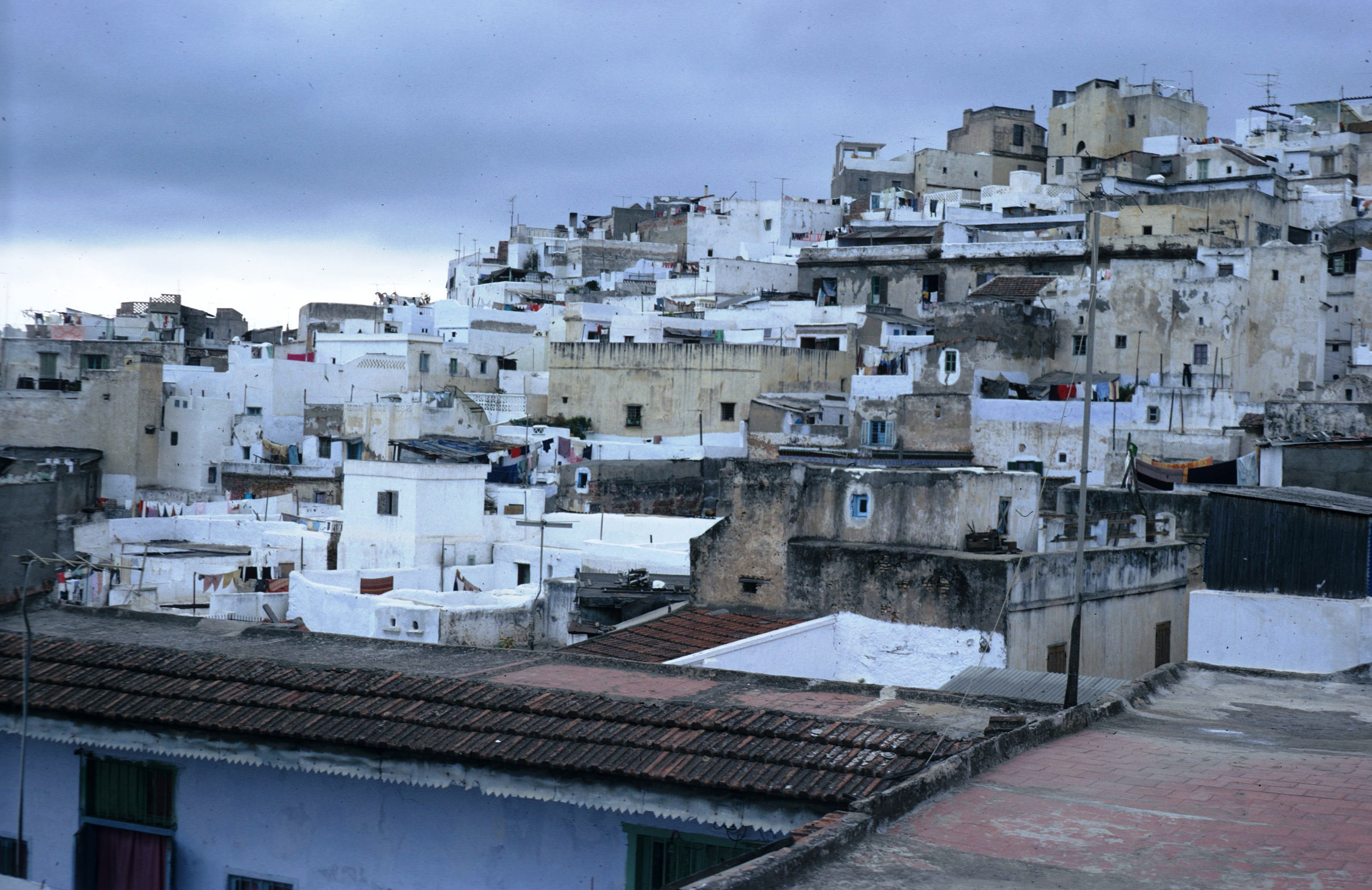
Kasbah von Algier, Algerien
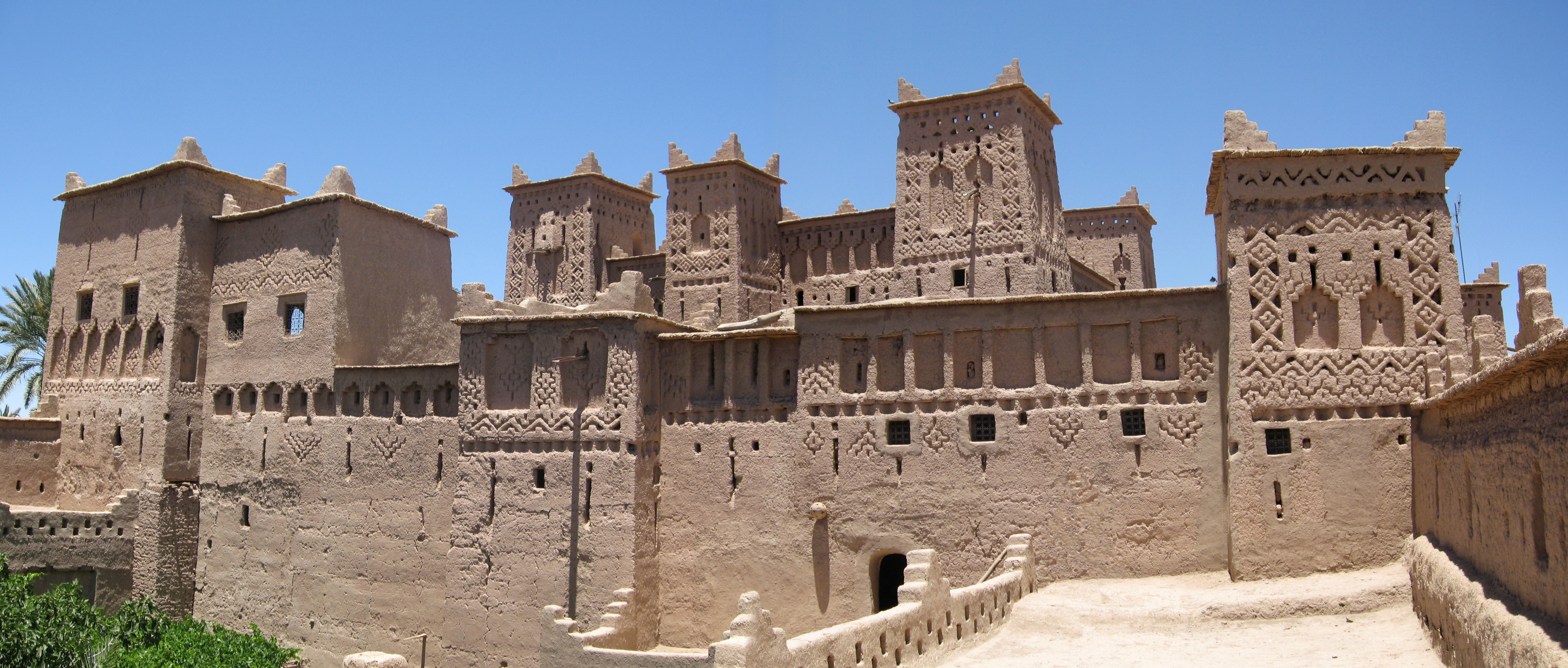
Kasbah Amerhidil bei Skoura, Marokko
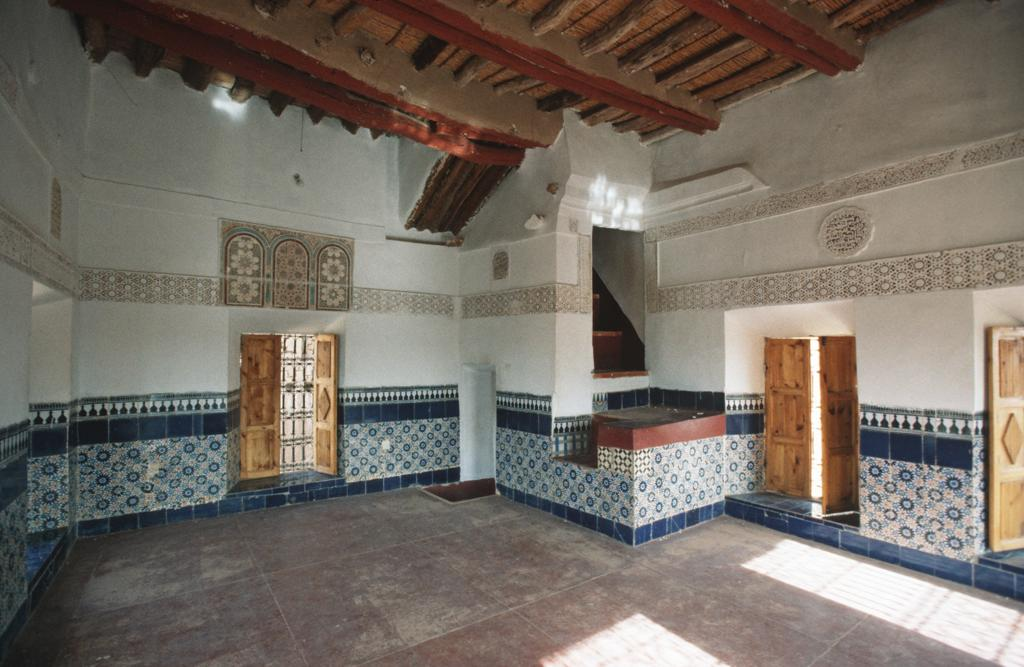
Kasbah Taourirt in Ouarzazate, Marokko, Innenansicht
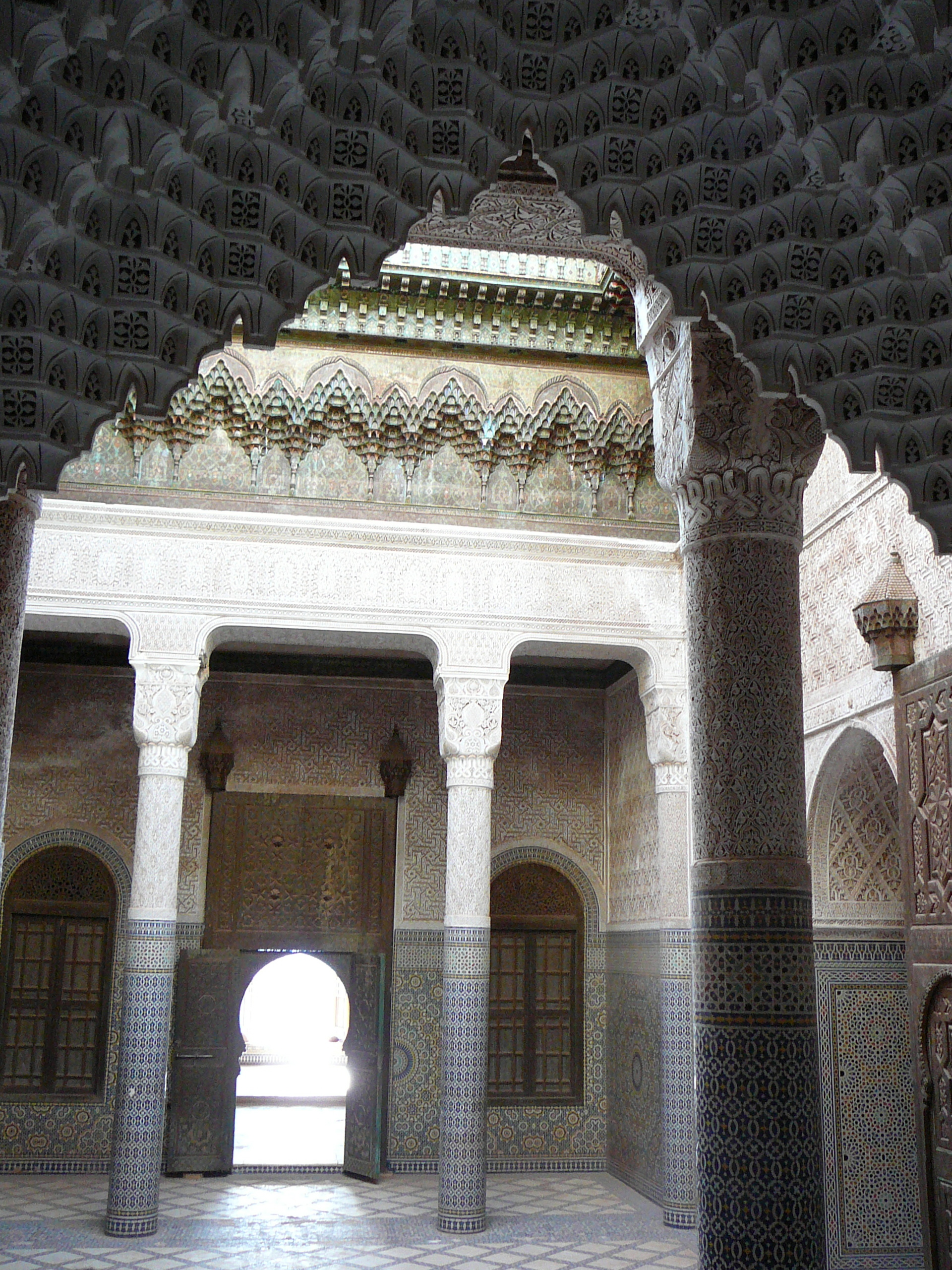
Kasbah von Telouet, Marokko, Innenansicht
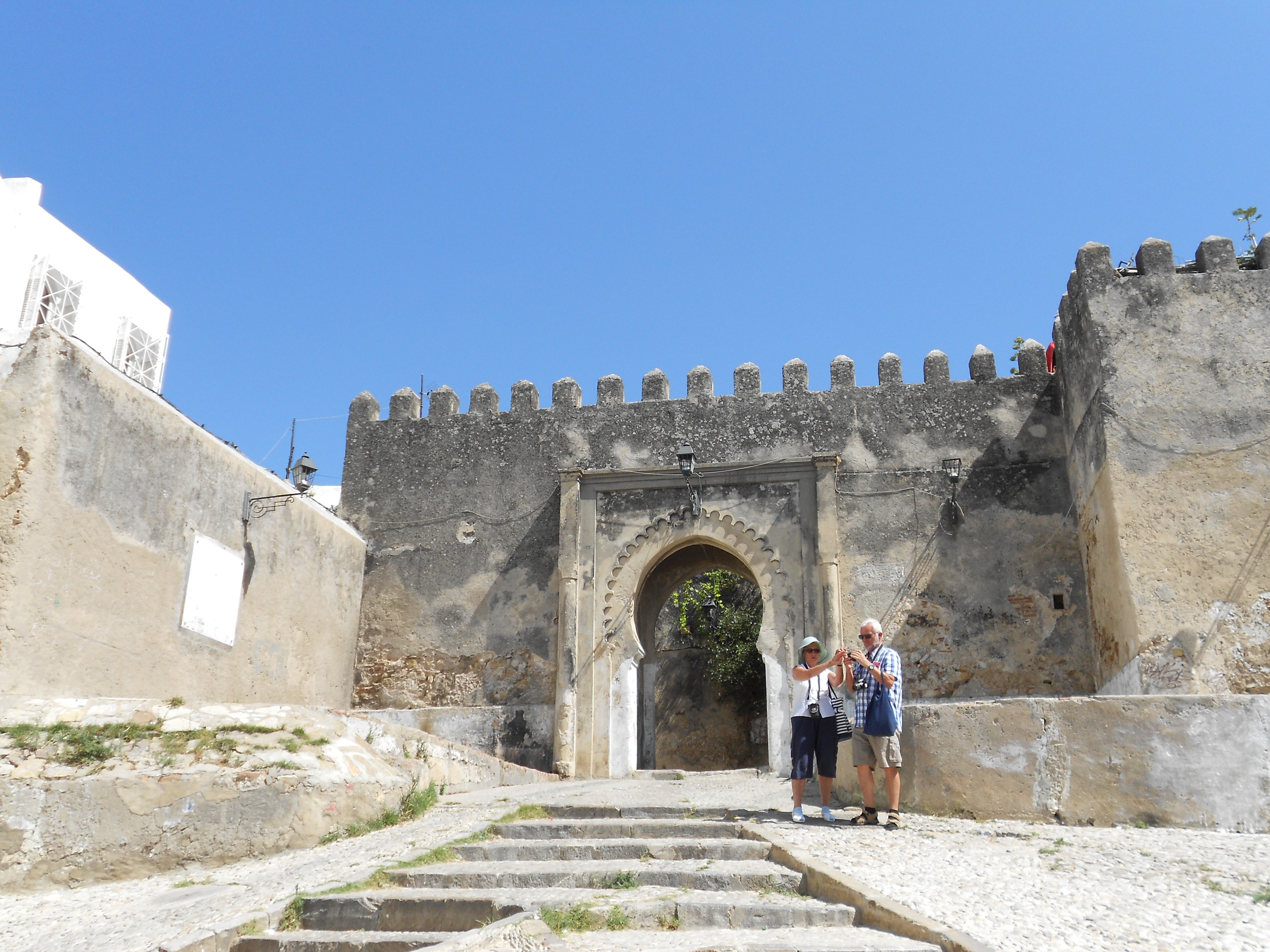
Tor zur Kasbah von Tanger, Marokko